# Antiguo Cuscatlán

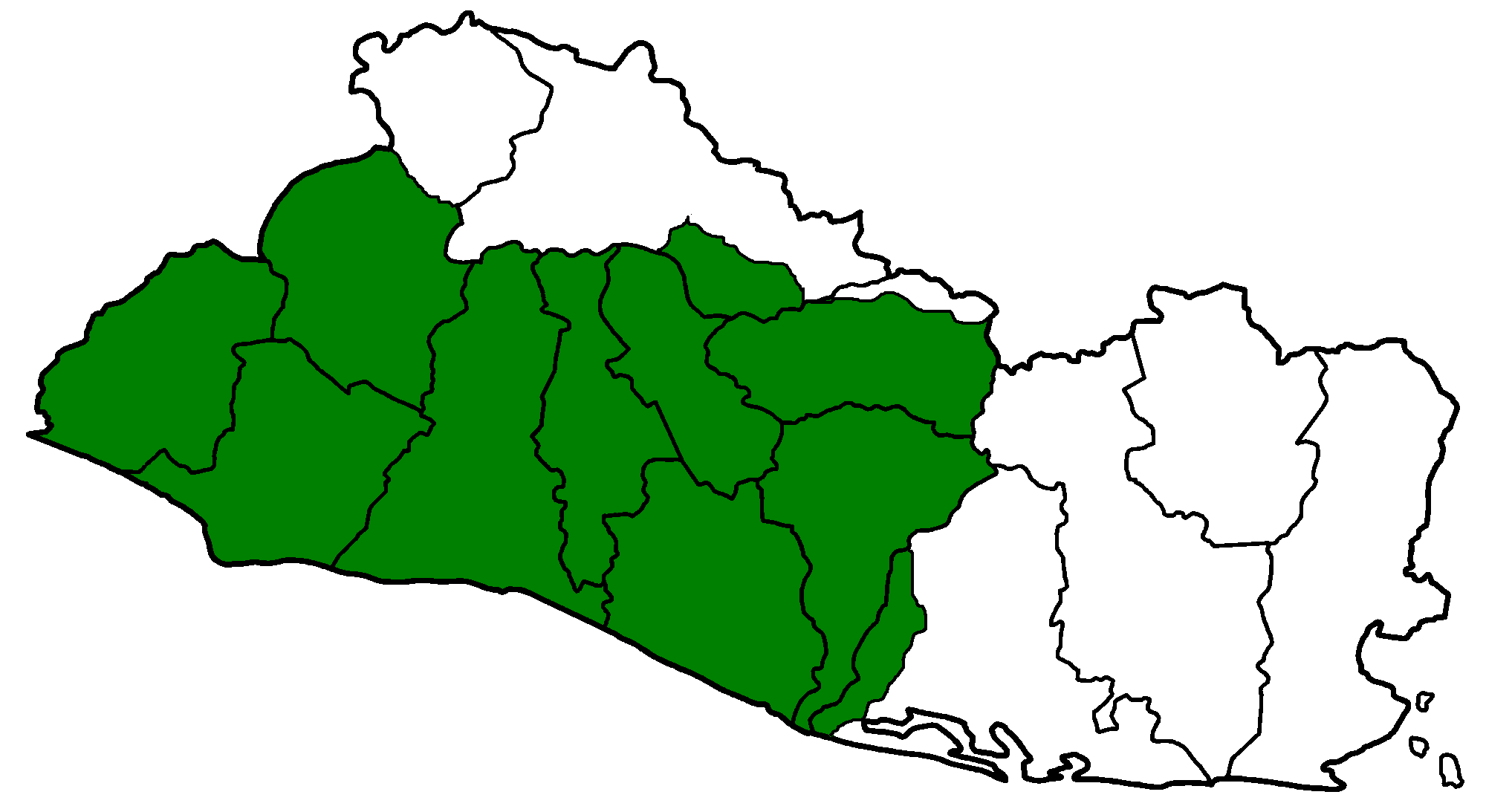
En verde, el Señorío de Cuscatlán, cuya capital fue el actual municipio de Antiguo Cuscatlán.

Antiguo Cuscatlán es un distrito dentro del municipio de La Libertad Este en el El Salvador, perteneciente al departamento de La Libertad y al área metropolitana de San Salvador. Está ubicado al sureste del mencionado departamento, haciendo frontera entre este y el departamento de  San Salvador. Colinda al sur con Nuevo Cuscatlán, Huizúcar y San Marcos, al este y norte con San Salvador y al oeste con Santa Tecla. Tiene una población de 37 451 habitantes según el censo salvadoreño de 2024.
| Censo | Población | Cambio | Porcentaje |
| ----- | --------- | ------ | ---------- |
| 2007  | 33 698    | N/D    | N/D        |
| 2024  | 37 451    | 3 753  | 11.1%      |

## Toponimia y origen
El nombre Cuscatlán o Cuzcatlán, tiene el significado de «Tierra de Collares».

## Historia
Según los cálculos aborígenes, Cuscatlán fue fundado en 1054 por el anciano Topiltzín Atzil, último rey de Tula del Anáhuac. Era una ciudad habitada por entre diez mil y doce mil habitantes que moraban en xacales (ranchos de paja dispersos), distribuidos al borde de un maare (cráter) que alojaba la laguna sagrada de Cuscatlán.
El sábado 17 de junio de 1524, liderados por Pedro de Alvarado, los conquistadores españoles se encontraron a las puertas de Cuscatlán, capital del Señorío de Cuscatlán. La compañía de ciento cincuenta unidades de infantería, cien jinetes y otros esclavos, se dispuso a atacar el reino y apropiarse de la capital regional. Pese a la resistencia, los españoles obtuvieron la victoria e integraron al ahora distrito a los dominios de la metrópoli ibérica.
Sin lograr mayor relevancia de ahí en adelante. 

### Post-independencia
Tras la independencia centroamericana, San Salvador sobrepasó en importancia a Antiguo Cuscatlán, dejándole relegado como capital local. 
De acuerdo con la estadística del departamento de La Libertad hecha por el gobernador José López en el 23 de mayo de 1865, la población era de 196 personas.
Mediante el crecimiento de la ciudad capital, Antiguo Cuscatlán ha pasado a ser una periferia importante, albergando instituciones importantes, tales como el Ministerio de Relaciones Exteriores (Cancillería), la Fiscalía General de la República, las Embajadas de la Orden de Malta, Estados Unidos de América, Belice. Además en esta ciudad se encuentra la sede oficial de la SICA, Secretaría de Integración Centroamericana.

## Política

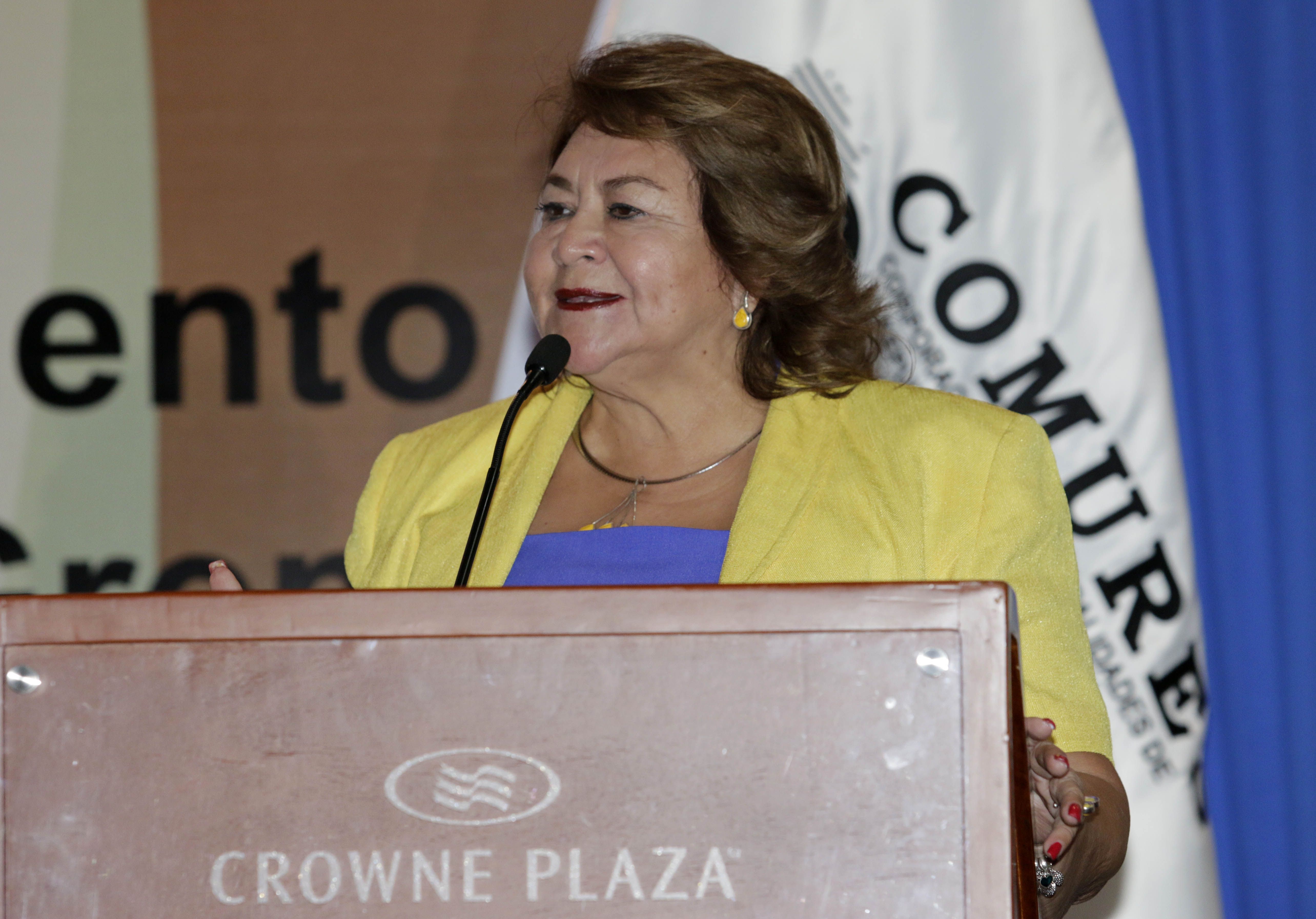
Milagro Navas, alcaldesa del municipio desde 1988.

La alcaldesa desde 1988 es Milagro Navas. Militante del partido Alianza Republicana Nacionalista desde ese año, cuando la buscó como candidata uno de los fundadores de dicho partido, Roberto d'Aubuisson. Ha ganado trece elecciones consecutivas, convirtiéndose en el concejo municipal con mayor continuidad en el país, con 36 años continuos en el poder en total.
Por esto, Antiguo Cuscatlán se ha considerado por años como un bastión del partido ARENA. 
A partir de 2024, Antiguo Cuscatlán es un distrito, ya no un municipio, debido a la Ley de Reestructuración Municipal. Ahora pertenece al municipio de La Libertad Este. La alcaldesa, Milagro Navas lanzó su candidatuta para este nuevo municipio, y lo ganó de manera arrasadora, con más del 67% del voto. Ganando el distrito de Antiguo Cuscatlán con más del 77% de los votos, el mayor porcentaje recibido hacia ella desde el inicio de su carrera política.
A partir del 1 de mayo de 2024, Antiguo Cuscatlán seguirá siendo gobernado por Milagro Navas pero ahora desde la alcaldía de La Libertad Este, que tiene su sede en el palacio municipal donde antes funcionaba la alcaldía del distrito. Navas gobernará también los distritos de Huizúcar, Nuevo Cuscatlán, San José Villanueva y Zaragoza, con una población total entre los cinco distritos de 116,652 habitantes.

### Resultados municipales
|  | 60.21 % |

|  | 20.14 % |

|  | 46.24 % |

|  | 25.04 % |

|  | 51.82 % |

|  | 32.85 % |

|  | 57.00 % |

|  | 39.55 % |

|  | 64.14 % |

|  | 33.63 % |

|  | 67.96 % |

|  | 29.70 % |

|  | 74.34 % |

|  | 23.68 % |

|  | 76.05 % |

|  | 21.82 % |

|  | 75.29 % |

|  | 21.25 % |

|  | 67.07 % |

|  | 24.00 % |

|  | 77.77 % |

|  | 21.05 % |

### Resultados presidenciales
|  | 62.94 % |

|  | 25.88 % |

|  | 71.48 % |

|  | 28.52 % |

|  | 58.39 % |

|  | 20.67 % |

|  | 61.48 % |

|  | 30.23 % |

|  | 57.74 % |

|  | 42.26 % |

|  | 60.49 % |

|  | 29.94 % |

|  | 67.07 % |

|  | 32.93 % |

|  | 57.97 % |

|  | 34.04 % |

|  | 58.12 % |

|  | 18.01 % |

## Distribución territorial del municipio
Las colonias existentes dentro de la Jurisdicción de Antiguo Cuscatlán son las siguientes:
•	Alturas de Cuscatlán
•	Colonias la Sultana I, II, III
•	Residencial La Sultana Alturas
•	Residencial Cumbres de Cuscatlan
•	Res. Cumbres de Cuscaltan 90
•	Res. Quetzalcoatl
•	Residencial Las Nubes
•	Residencial Guadalupe
•	Altos de Guadalupe
•	Jardines de Guadalupe
•	Condominio Guadalupe
•	Residencial La Ceiba
•	Reparto La Sultana
•	Residencial Las Margaritas
•	Residencial Lomas de San Francisco
•	Residencial Cumbres de San Francisco
•	Residencial Las Lomas
•	Residencial Bello Horizonte
•	Colonia Guzmán (Plan de la Laguna)
•	Res. Pueblo Viejo
•	Res. Arturo
•	Residencial Acacias
•	Condominio Town House
•	Res. Bella Vista
•	Res. Claudia
•	Res. Villa Colina
•	Res. San Francisco I
•	Res. Villa Real
•	Res. Albert Einstein I, II
•	Res. Villas de San Francisco II
•	Res. Mayorazgo del Bosque 
•	Cumbres de San Francisco II
•	Acrópolis (pol M)
•	Res. Colinas de San Francisco
•	Cond. Altos del Mediterráneo
•	Altos de San Francisco
•	Res. Las Flores
•	Res. Guatavita
•	Res. Ignacio Loyola
•	Res. Arcadas de San Francisco
•	Res. Pueblo Escondido
•	Urb. La Cima 1(Pol. R y S)
•	Res. Santa Elena
•	Res. Casalinda
•	Villas de Santa Elena I, II
•	Bosques de Santa Elena I, II
•	Bosques de Cuscatlan 
•	Sierra Santa Elena
•	Urb. Madreselva I, II, III, IV
•	Arcos de Santa Elena
•	Álamos de Santa Elena
•	Villas de Santa Elena Deluxe
•	Colonia Santa Elena
•	Alcázar de Madreselva
•	Jardines de La Hacienda
•	Jardines de Cuscatlán
•	Res. Las Lomitas
•	Res. Casa Linda
•	Res. Jardines de San Francisco
•	Res. Bello Horizonte II
•	Urb. Las Haciendas
•	Res. Nequepio
•	Cond. Res. Villa de la Cima
•	Cond. Villas de Alicante
•	Res. La Montaña
•	Res. Altos de la Cima
•	Res. Victoria
•	Res. Las Mansiones del Valle
•	Res. Bosque de San Francisco
•	Res. San Alberto
•	Res. Villas de San Ignacio
•	Res. Hermitage
•	Res. La Estancia
•	Res. Pinares de San Francisco
•	Res. Nueva Orleans I, II
•	Res. Villa Alegre
•	Res. Ishuatán
•	Res. Alpes de San Francisco
•	Res. Alpes de Dios
•	Res. San Francisco de Asís
•	Res. Palo Alto
•	Condominio Los Pinares
•	Res. Alejandría
Comunidades y caseríos:
•	Lupita
•	La Universal
•	La Puerta de la Laguna
•	El Tanque 
•	Comunidad Alemana
•	Colinas de Cuscatlán
•	Los Mangones
•	La Cuchilla 
•	El Milagro
•	El Espino (caserío)

## Economía

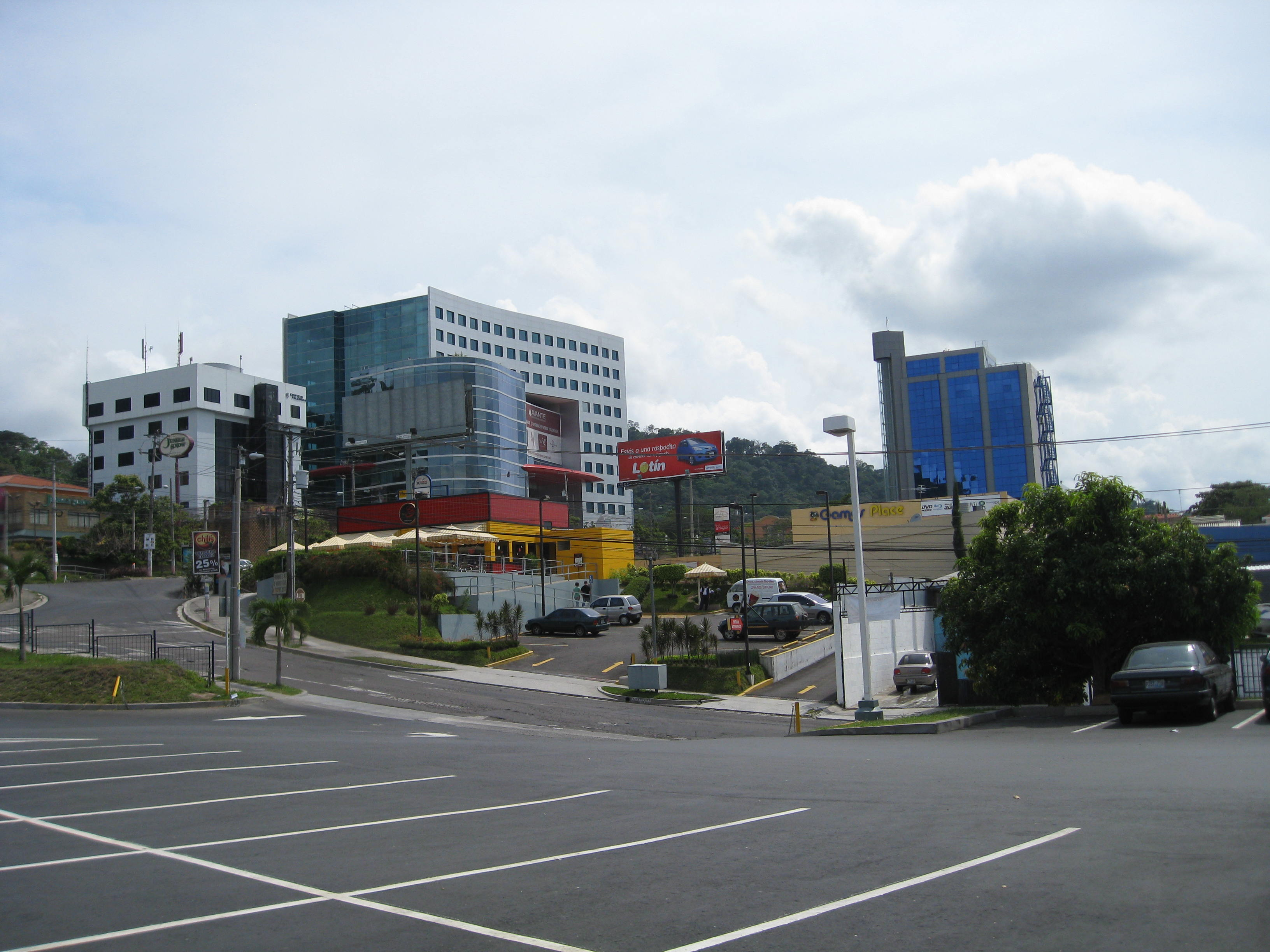
Casco urbano

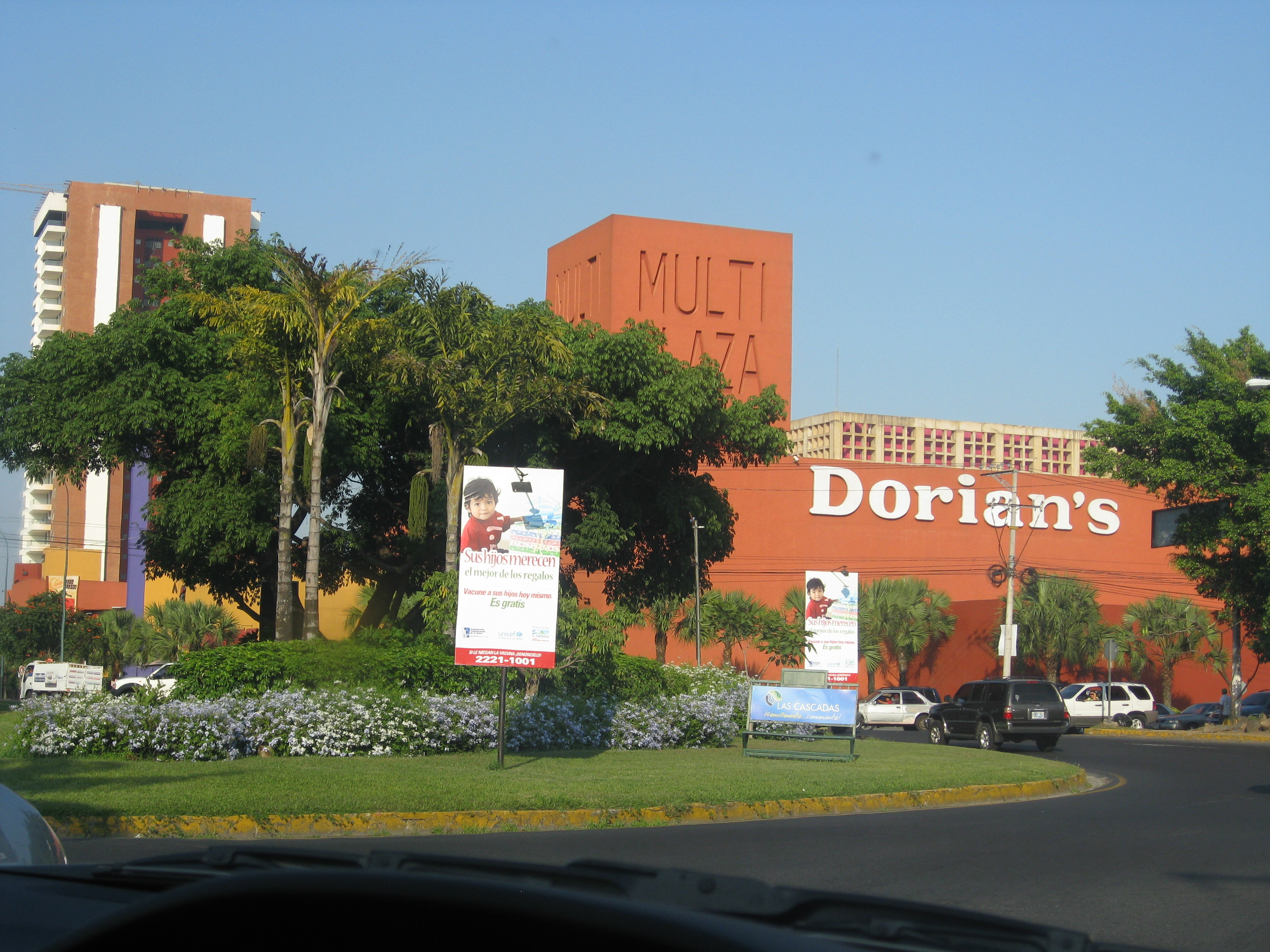
Centro Comercial Multiplaza, al fondo Torre El Pedregal

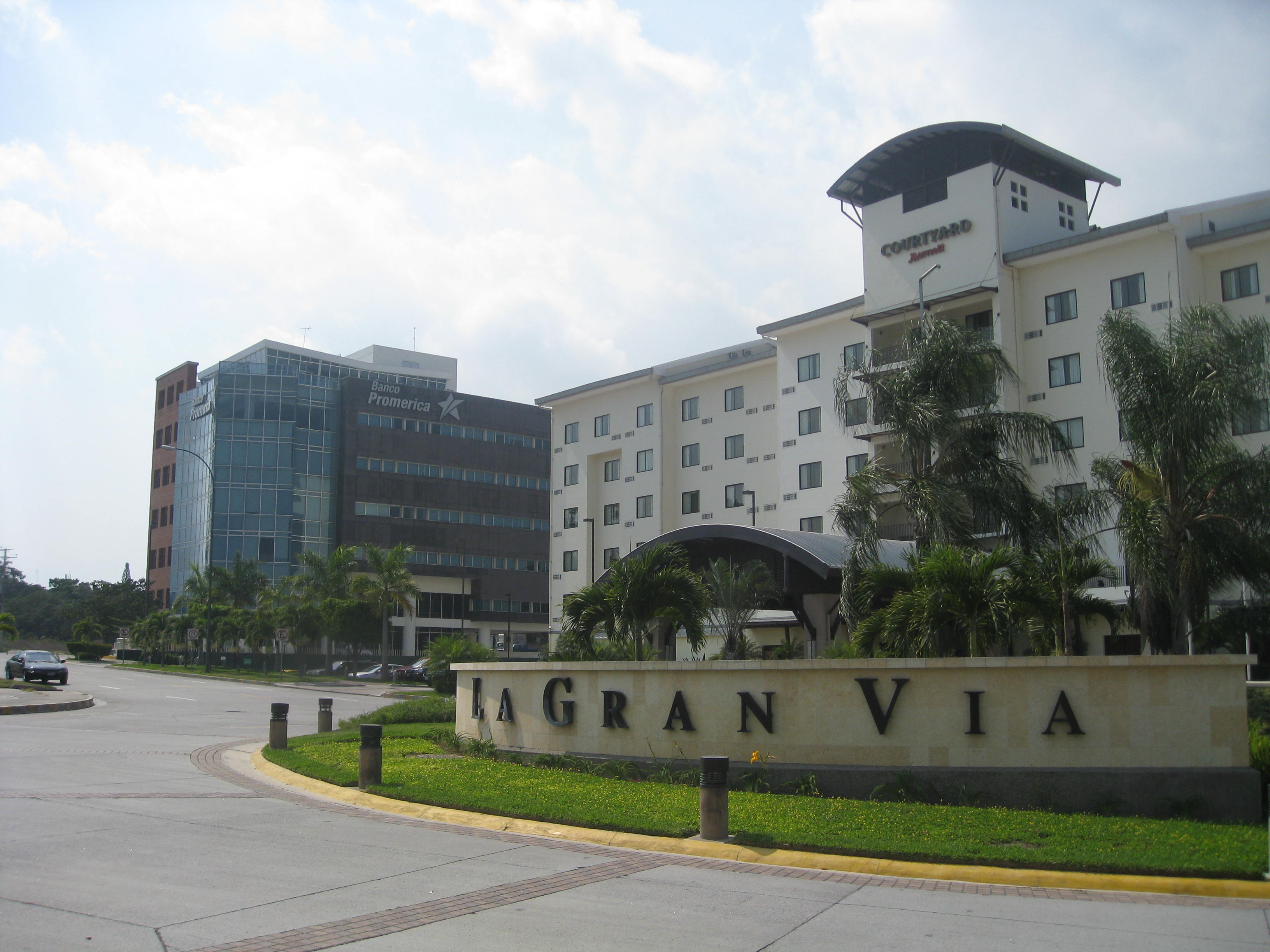
Hotel Courtyard by Marriott en centro estilo de vida La Gran Vía, al fondo sede de Banco Promérica

El distrito está formado mayormente por zona urbana, aunque también cuenta con área rural. Sus principales cultivos son el café, los granos básicos y hortalizas. Hay crianza de ganado, porcicultura y avicultura. Cuenta con tres zonas industriales: Zona industrial Santa Elena, Plan de La Laguna y Merliot. Existen fábricas de productos alimenticios, plásticos, metálicos, textiles y químicos.  Los sitios turísticos son: Basílica de Guadalupe y el Jardín Botánico La Laguna.
Este distrito queda muy cerca de San Salvador. Posee un buen desarrollo en todos los aspectos, cuenta con un aproximado de 3,000 oportunidades laborales que dan empleo a cientos de personas de otros municipios del país, entre fábricas y oficinas, así como también posee centros comerciales de los más visitados del país, que son el Centro Comercial Las Cascadas, La Gran Vía, Multiplaza, Plaza Malta, Plaza Madero, los cuales constituyen además de una fuente de trabajo, un área de recreación para quienes lo visitan.
En su área urbana se encuentran importantes centros de oficinas como Torre Avante, sede de la multilatina Avianca El Salvador, HOLCIM El Salvador, la embajada de Estados Unidos de América, Radio Mil-80 101.7 FM/ Radio Cadena Central 103.7 FM, Foro 4 de Telecorporación Salvadoreña TCS, Red Salvadoreña de Medios (Canal 12, TuTV Canal 11 y Radio Cadena Sonora YSTG 104.5 FM), Star Motors. 
Cuenta con los siguientes hoteles de importancia:
- Holiday Inn San Salvador
- Courtyard by Marriott
- Hotel Hotel Beverly Hills
- Fairfield by Marriott (en construcción)
- Hyatt Place Hotel y Torre corporativa (en construcción)

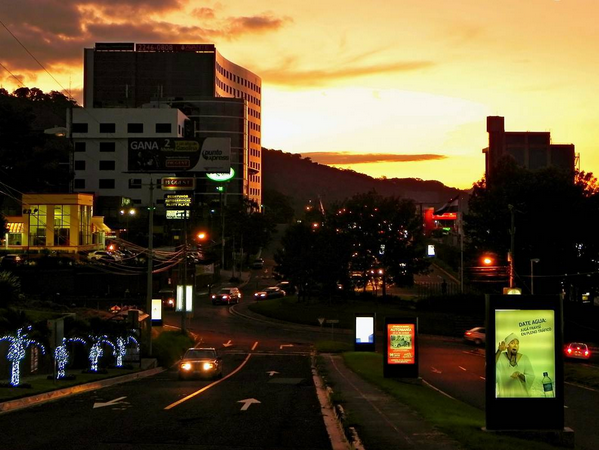
Antiguo Cuscatlan

## Demografía
Según el censo de 2007, la población de Antiguo Cuscatlán es de 33,698, aunque las proyecciones para el año 2024 la población estimada es 38,355.

## Educación
Cabe mencionar que en el área educativa este distrito cuenta con tres universidades privadas: Universidad Albert Einstein, Universidad "Dr. José Matías Delgado" y  Universidad Centroamericana "José Simeón Cañas", además de poseer varios colegios privados entre ellos el Colegio San Francisco, Colegio Americano, Colegio Augusto Walte, Escuela Alemana, entre otros; seis escuelas públicas de educación básica y un instituto nacional de educación media. Además tiene el campus de postgrados de la Universidad Don Bosco.

## Cultura
En el distrito de Antiguo Cuscatlán se celebran diferentes festivales, tal como el Festival del Maíz que se celebra entre julio o agosto. Por otro lado, el 12 de diciembre se celebran fiestas en honor a Nuestra Señora de Guadalupe, en la Basílica de Nuestra Señora de Guadalupe. Las fiestas patronales del municipio son festejadas en honor a los “Santos Niños Inocentes” el 28 de diciembre, en la Iglesia Parroquial en el Centro de Antiguo Cuscatlán. 
En el distrito existe una Casa de la Cultura que se dedica principalmente a dar cursos de manualidades pero no de artesanías, cultura indígena o fomento al patrimonio cultural.
Fiestas patronales

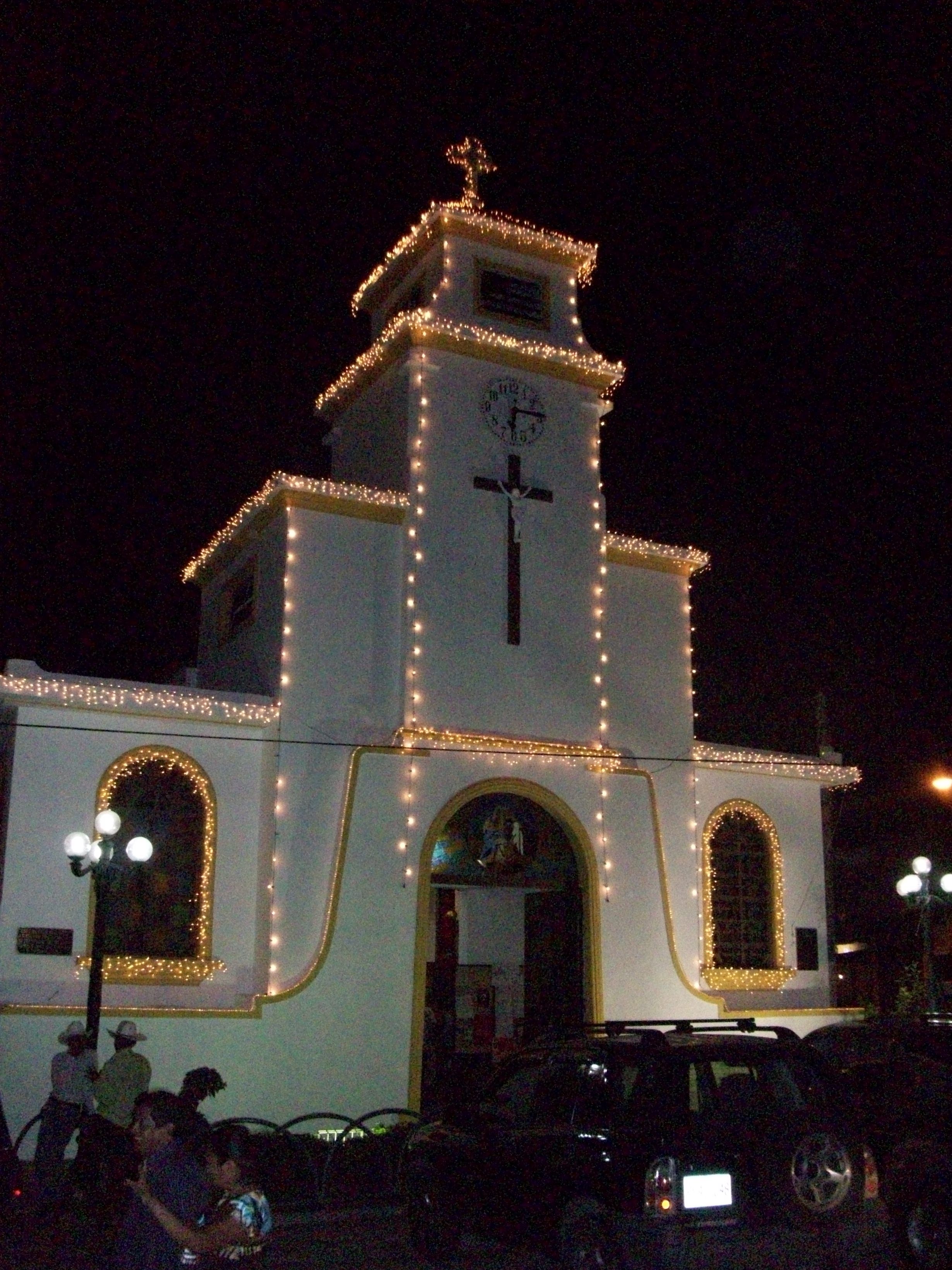
Iglesia Santos Niños Inocentes

Los festejos de Antiguo Cuscatlán son dedicados a los Santos Niños Inocentes y se celebran todos los años, el 28 de diciembre. Esta festividad data del Siglo XV, durante la época colonial y era celebrada con gran pompa por una cofradía integrada por capitanas, mayordomos y tenaces. Como reflejo de esa época, en la iglesia de Antiguo Cuscatlán se conserva un óleo del siglo XVIII que explica quienes fueron los Santos Niños Inocentes. 
Niños que son venerados como mártires pues no sólo murieron por Cristo. Se les llama también “Flor de los Mártires”. San Agustín habla de ellos como de capullos destrozados por la tormenta de la persecución en el momento en que se abrían a la vida.
En la actualidad los festejos patronales de Antiguo Cuscatlán son un conjunto de religiosidad, cultura, arte, belleza, comidas típicas, luces, desfiles, bailes, diversiones populares, las que son visitadas por muchos salvadoreños y extranjeros.

## Gastronomía
El distrito de Antiguo Cuscatlán es famoso por sus varios comercios de pupusas, sin embargo, existen otros platillos típicos que se preparan aquí como el atole de elote, tortas de elote, tamales de elote, riguas de elote y la yuca frita o salcochada acompañada de chicharrón o pepeshcas. 
Pupusas
Las pupusas son tortillas hechas de masa de maíz o de arroz rellenas, generalmente con queso, frijoles, chicharrón o revueltas (chicharrón y frijoles o frijoles y queso). Con el pasar de los años la receta original se ha transformado y ahora se encuentran pupusas de camarones, pollo, espinaca, jalapeño, entre muchos otros. Se acompañan con curtido de repollo y salsa de tomate.  
Atole de Elote
El Atole de Elote es una bebida caliente a base de elote, leche, azúcar, sal, agua y canela.
 Elotes locos
Este consiste en un elote previamente asado o hervido, el cual es bañado con mayonesa, salsa de tomate, mostaza, queso rallado y salsa negra a su gusto.
Estos son algunos de los platos típicos de Antiguo Cuscatlán. Sin embargo existen otros tales como: tamales de elotes, riguas, tortas y mucho más. En los centros comerciales pueden encontrarse restaurantes de primera clase donde se expenden churrascos, mariscos, pizzas, comida mexicana, pollo, restaurantes con música en vivo, etc.

## Atractivos turísticos

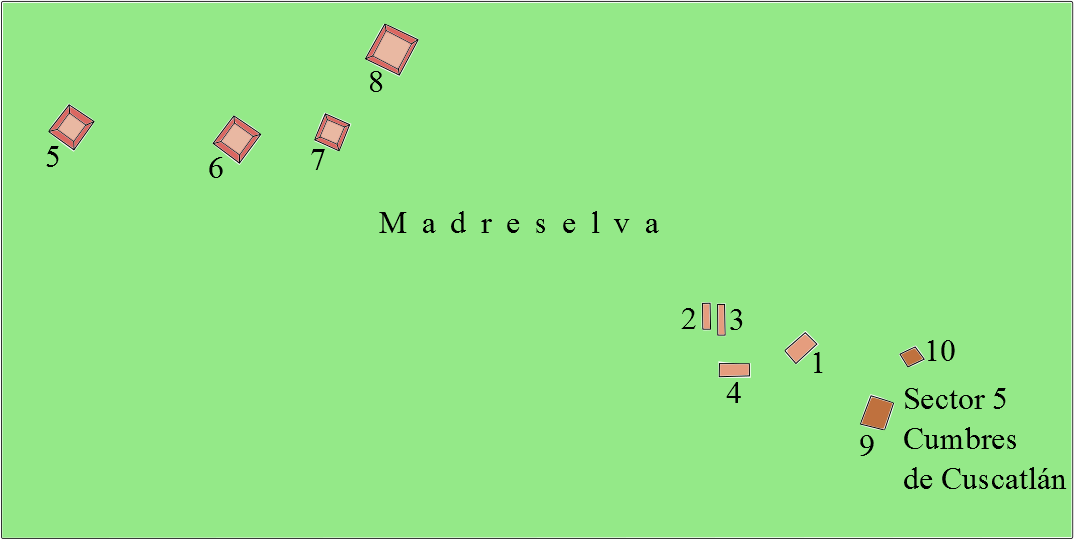
Estructuras de los sitios arqueológicos Madreselva y sector 5 de Cumbres de Cuscatlán, en las que se encuentran una zona ceremonial (estructuras de la 5 a 8) y la plaza de un calpulli (estructuras 1 a 4 y 9 a 10) qué formaron parte de la ciudad de Cuzcatlán en el período previo a la conquista. La mayoría de estas estructuras ya no existen, total o parcialmente, por la construcción de residenciales.

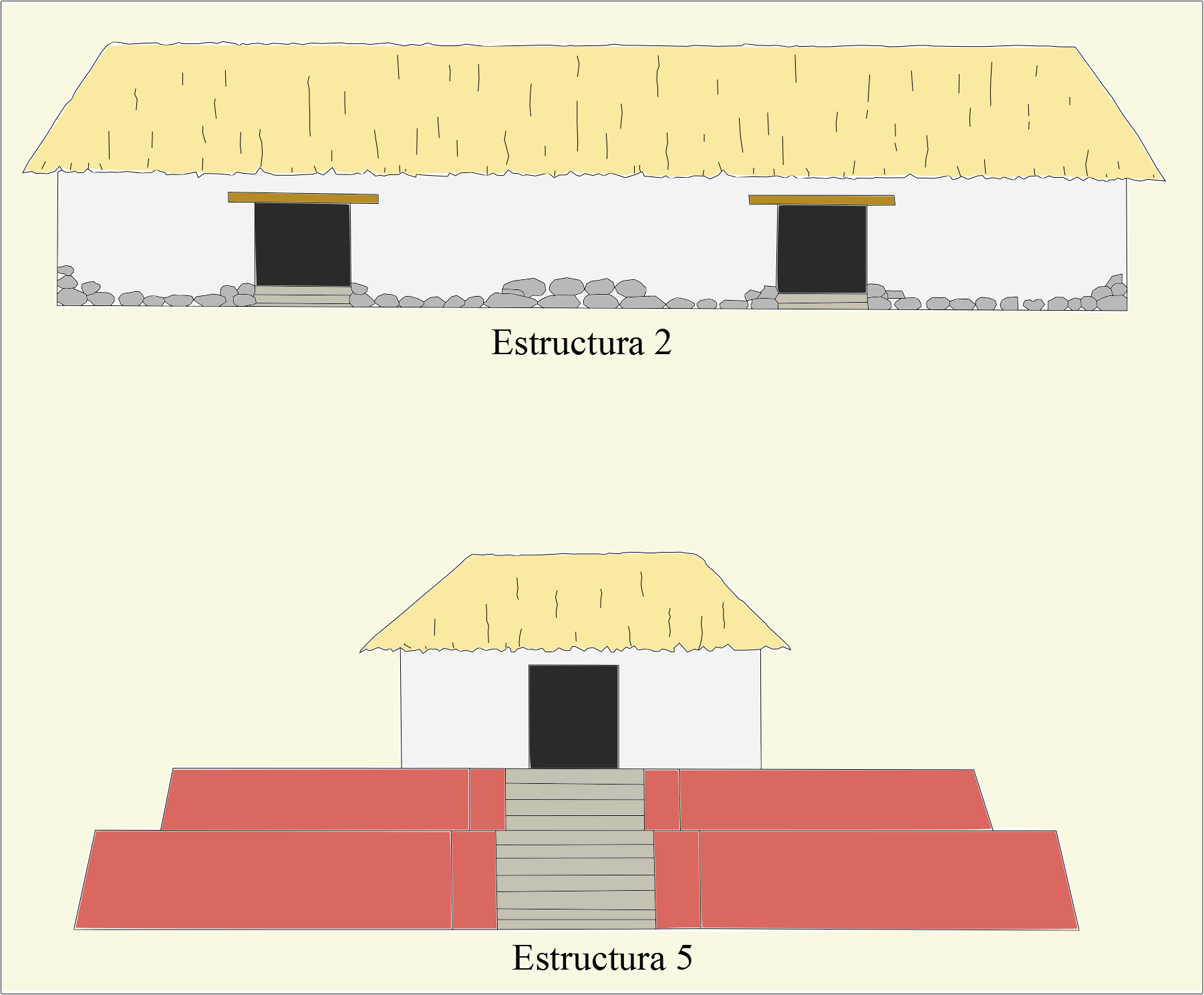
Reconstrucción de como se verían las estructuras 2 (arriba, estructura donde se reunían los líderes de un linaje en un calpulli) y estructura 5 (abajo, estructura ceremonial) en el sitio arqueológico Madreselva.

Al sur de la ciudad de Antiguo Cuscatlán y con una extensión de 30 manzanas, se encuentra el Jardín Botánico La Laguna. De esa extensión, 19.32 manzanas constituyen un bosque primario bajo condiciones de estricta reserva; 4.6 manzanas son de uso público, distribuidas en 32 zonas que albergan a más de 3500 especies de plantas de todas partes del mundo; un área de interpretación, cafetería y juegos infantiles; y 19 manzanas que forman el bosque La Laguna, el cual se está reforestando y conservando para rehabilitarlo y que a futuro pueda ser visitado con fines científicos, educativos y recreativos.
Este jardín botánico es la obra de muchos años. Los primeros inmigrantes alemanes que llegaron aquí establecieron la industria lechera, el ganado y el café. Aquí se asentaron en las montañas que bordean el ahora Plan de La Laguna y se reprodujeron. 
La familia Deininger comenzaron a traer árboles y plantas de todo el mundo para el jardín de su casa, el cual creció enormemente.

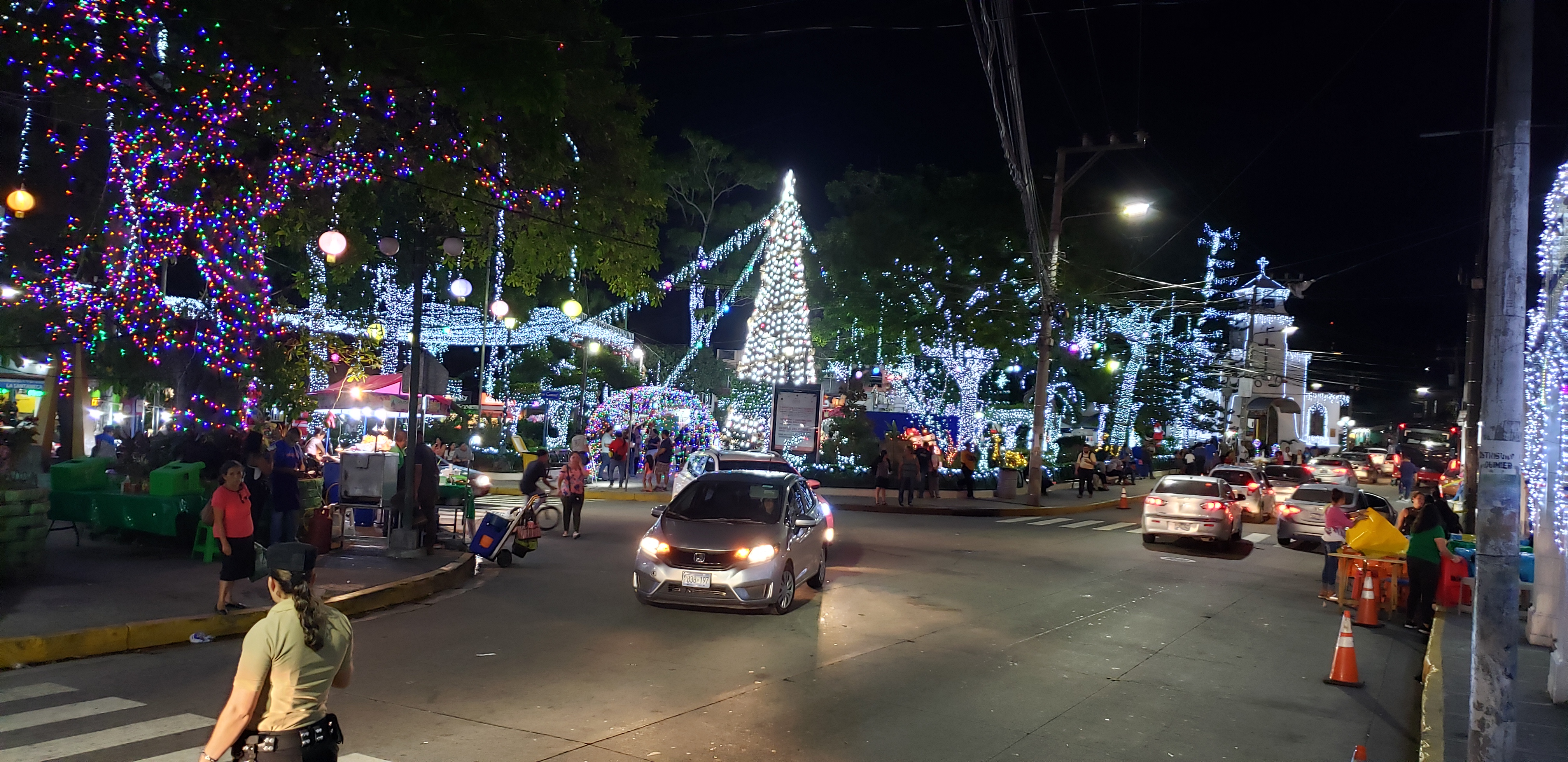
Parque de Antiguo Cuscatlan iluminado en mes de diciembre

Con el paso del tiempo, ante los cambios de residencia de todos ellos y la inevitable urbanización del lugar, la familia Deininger respaldó la idea de proteger y conservar esta área boscosa que ahora conocemos como el Jardín Botánico La Laguna. Fue abierto al público el 22 de diciembre de 1978 y desde entonces anualmente recibe un promedio de 24 mil estudiantes.
El jardín botánico posee un herbario, un banco de datos computarizados y una biblioteca especializada en taxonomía vegetal. Mantiene constantes intercambios con otros herbarios extranjeros y diferentes especialistas que colaboran en la determinación de las muestras colectadas en El Salvador.
Antiguo Cuscatlán también comparte el Parque del Bicentenario con el municipio de San Salvador.
Unas de las mayores atracciones del parque de Antiguo Cuscatlan es en la época de Navidad, durante todo el mes de diciembre, en donde uno puede apreciar la bella decorasiones de luces que manda adornar la alcaldesa de Antiguo.

## Industria
Al sur de la ciudad está ubicada la Zona Industrial Plan de La Laguna, en la cual se albergan muchas empresas industriales.
Entre estas se encuentran Dulcerias (Central Dulcera), Industria plástica (Salvaplastic), Maquila (Industria Merlet), fábricas de harinas para consumo humano (Harissa), concentradas para animales (Aliansa), entre muchas otras, estas últimas dos (Harissa y Aliansa) fundadas por el terrateniente y empresario alemán Walter Thilo Deinninger.
Las empresas están unidas a través de la Asociación de Empresarios y Vecinos de la Zona Industrial La Laguna (Asevilla).

## Salud
En cuanto a salud se refiere, únicamente se cuenta con una unidad de salud en la zona de Merliot, así como con ocho clínicas de salud, no contando con hospitales al interior del municipio. La alcaldía municipal administra una clínica asistencial, dando servicio a los habitantes de escasos recursos; por otro lado, el Instituto Salvadoreño del Seguro Social administra una clínica comunal para los derechohabientes.

## Religión

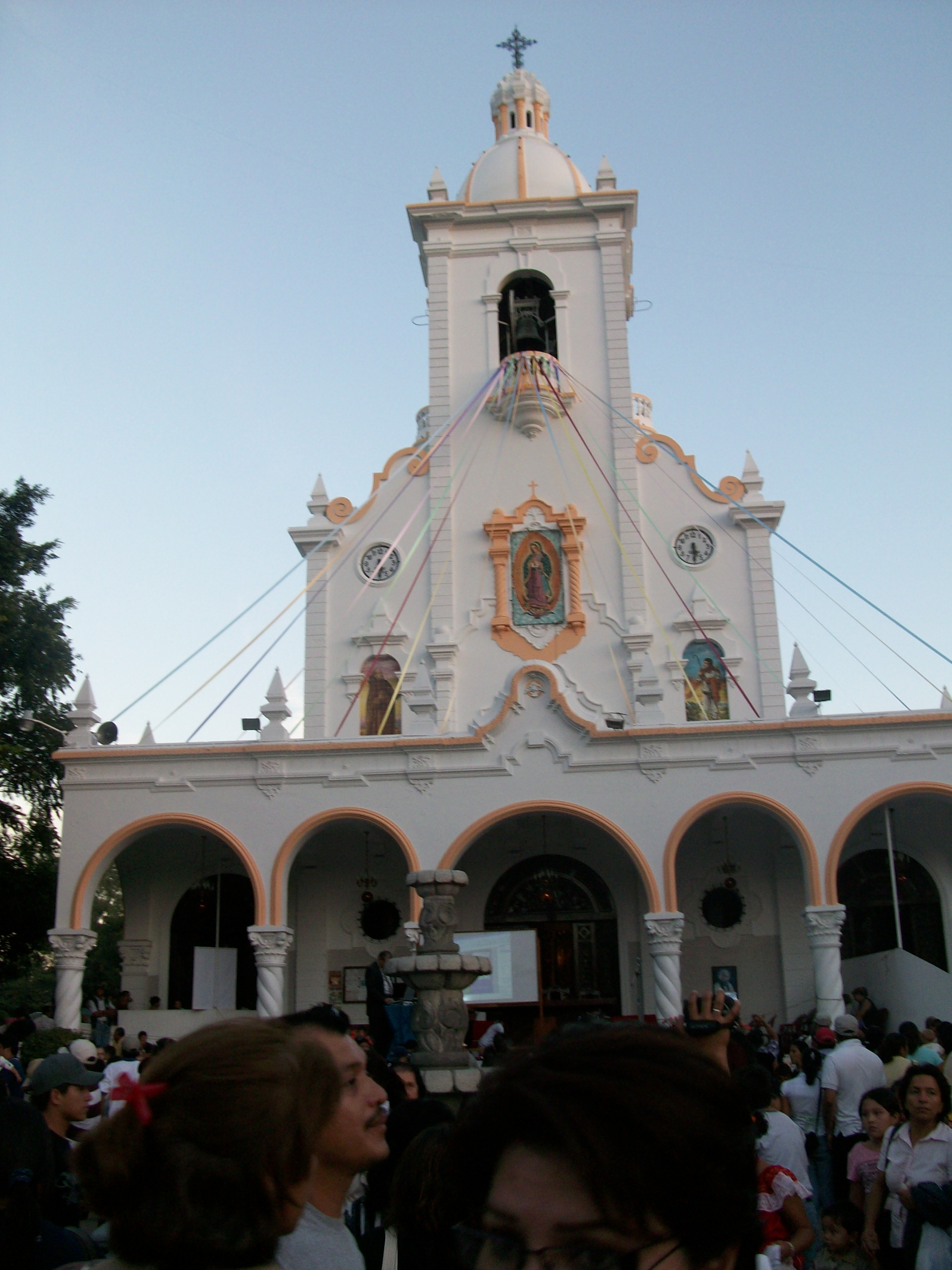
Basílica de Nuestra Señora de Guadalupe durante las festividades en honor a la Virgen de Guadalupe

En el distrito hay cuatro iglesias católicas y diez evangélicas. La fiesta religiosa más importante se da el 28 de diciembre, en honor a los Santos Niños Inocentes.  
La festividad en el distrito data de la época colonial, pese a que la fiesta se celebraba en la iglesia desde el siglo V. En la actualidad los festejos patronales de Antiguo Cuscatlán abarcan diversas actividades religiosas, culturales, artísticas y recreativas, organizadas por la municipalidad.
Cerca de los Centros Comerciales, también destaca el Templo de El Salvador de La Iglesia de Jesucristo de los Santos de los Últimos Días (mormones). El edificio más importante de esta fe en el país.

## Delincuencia
Pese a tener bajos índices delincuenciales, se ha registrado un leve auge en asaltos a residencias y a transeúntes, lo cual ha provocado el cierre de algunas colonias mediante portones de acceso restringido a los residentes. Los patrullas de la Policía Nacional Civil son esporádicos y en conjunto con las patrullas del cuerpo de agentes municipales. La ciudadanía revela, sin embargo, que existe una fuerte red de tráfico de drogas y más actividad delincuencial de la expresada en los informes policiales, por lo que exige mayor presencia policial.

## Flora
El distrito de Antiguo Cuscatlán cuenta con tres viveros en su territorio.
El vivero café El Arco.
Vivero Jardín Botánico La Laguna. 
Vivero Casa Verde
Cada uno ubicado lo suficientemente lejos para que los ciudadanos tengan la plenitud de elegir su destino, cabe mencionar que el más grande de los tres es el Vivero Jardín Botánico Plan de la Laguna, además de eso, es llamado el pulmón de antiguo cuscatlán, porque está ubicado a un costado de la zona industrial, y esa zona esta llena de humo y contaminantes, pero con ese vivero los ciudadanos de Antiguo Cuscatlán pueden vivir más tranquilo, este vivero cuenta con más de 3,500 especies de Plantas distribuidas en 32 zonas: Gramíneas, Cubresuelos, Palmeras, Bosque de Zona Media, Huerto Casero, Plantas industriales, Especies de América del Sur, Plantas Africanas, Coníferas, Musáceas, Plantas Medicinales, Cicas, Pantanos, Orquídeas, Plantas acuáticas, Helechos, Aráceas y Bromelias; entre otros.

## Nota
1. ↑  La palabra Cuzcatlán proviene de las palabras Kuskat que significa collar y Tan que significa Tierra de, entonces su significado sería Tierra de Collares.